# Александър Лаговски
Александър Ефимович Лаговски (на руски: Александр Ефимович Лаговский) е руски дипломат, служил на Балканите и в Близкия изток в края на XIX - началото на XX век.

## Биография
Роден е в 1820 година. Лаговски е генерален консул на Русия в Александрия в 1858 година. От 1871 до 1863 или 1864 година Лаговски е руски вицеконсул, а след това консул в Солун. От 1870 до 1873 година е консул на Крит, веднага след голямото Критско въстание.